# Żółw podługowaty
Żółw podługowaty, żółw żółtogłowy, żółw złotogłowy (Indotestudo elongata) – gatunek żółwia z rodziny żółwi lądowych (Testudinidae).

## Morfologia
Opis
Żółwie tego gatunku posiadają pancerz koloru od karmelowego do żółtobrązowego, z czarnymi plamami na karapaksie, ale zdarzają się okazy tylko karmelowe lub nawet całkowicie czarne. 
Rozmiary
Jest to gatunek żółwia średnich rozmiarów, chociaż największe osobniki mogą dorastać do 30 cm oraz ok. 3,5 kg masy ciała.
Samice żółwi są szersze od samców. Poza tym samiec ma znacznie większy ogon oraz wklęsły plastron, natomiast plastron samic jest całkowicie płaski. Kolejną różnicą między płciami jest to, że tylne pazury samic są znacznie dłuższe i bardziej zakrzywione niż tylne pazury samców.

## Ekologia i zachowanie
Biotop
Wilgotne kompleksy leśne, choć można spotkać też okazy na suchych terenach. 
Pokarm
Chociaż jest to głównie roślinożerny gatunek, żywi się również bezkręgowcami i czasami nawet padliną.
Behawior
Żółwie żółtogłowe są najbardziej aktywne o świcie i o zmierzchu.  
Rozmnażanie
Okres godowy ma miejsce na początku pory deszczowej. Zaloty samca są agresywne, polegają na podgryzaniu samic wokół głowy, szyi i kończyn przednich. Samice kopią gniazdo w kształcie kolby 15 do 20 cm, w którym składają od 2 do 4 jaj. Żółwie w niewoli mogą mieć nawet 3 lęgi w roku. Jaja są duże, a wylęg następuje od 130 do 190 dni po złożeniu jaj.

## Występowanie
Gatunek ten występuje w Nepalu, Bangladeszu, Bhutanie, Indiach, Mjanmie, Laosie, Tajlandii, Kambodży, Wietnamie, Malezji i południowych Chinach. Populacja z południa Chin została introdukowana.

## Status zagrożenia i ochrona
W Czerwonej księdze gatunków zagrożonych IUCN żółw podługowaty klasyfikowany jest jako gatunek krytycznie zagrożony (CR – Critically Endangered).
W krajach azjatyckich żółw ten jest bardzo popularny w handlu, na targowiskach żywności. Jeden okaz kosztuje nawet 60 dolarów amerykańskich. Gatunek Indotestudo elongata znajduje się w załączniku II konwencji CITES. Oznacza to, że handel tymi zwierzętami oraz przewożenie przez granicę powinno odbywać się pod kontrolą, jednak nie zawsze jest to respektowane.
W Unii Europejskiej natomiast Indotestudo elongata wymieniony został w aneksie B Rozporządzenia Rady (WE) Nr 338/97 w sprawie handlu dzikimi zwierzętami. Przewożenie tych żółwi przez granicę wymaga pozwolenia ministra środowiska, a każdy okaz musi być zarejestrowany w Wydziale Ochrony Środowiska miejscowego starostwa powiatowego, w ciągu 14 dni od daty jego nabycia.